# Javory (Malšovice)
Javory (německy Ohren s historickými variantami: Ohornn, Ohorn, Mohren) jsou malá vesnice, část obce Malšovice v okrese Děčín. Nachází se asi dva kilometry západně od Malšovic. Javory jsou také název katastrálního území o rozloze 3,58 km².

## Historie
První písemná zmínka o obci pochází z roku 1454. Původní pojmenování místa bylo v Jawore.

## Obyvatelstvo
Při sčítání lidu v roce 1921 ve vsi žilo 212 obyvatel (z toho 92 mužů), z nichž byl jeden Čechoslovák, 209 Němců a dva cizinci. Kromě dvou evangelíků byli římskými katolíky. Podle sčítání lidu z roku 1930 měla vesnice 217 obyvatel: jednoho Čechoslováka, 214 Němců a dva cizince. S výjimkou jednoho evangelíka a jednoho příslušníka nezjišťovaných církví se hlásili k římskokatolické církvi.
|                                                            | 1869 | 1880 | 1890 | 1900 | 1910 | 1921 | 1930 | 1950 | 1961 | 1970 | 1980 | 1991 | 2001 | 2011 |
| ---------------------------------------------------------- | ---- | ---- | ---- | ---- | ---- | ---- | ---- | ---- | ---- | ---- | ---- | ---- | ---- | ---- |
| Obyvatelé                                                  | 258  | 253  | 252  | 266  | 245  | 212  | 217  | 96   | 67   | 74   | 70   | 60   | 82   | 74   |
| Domy                                                       | 47   | 45   | 48   | 48   | 48   | 47   | 47   | 40   | 36   | 20   | 19   | 16   | 24   | 24   |
| Počet domů z roku 1961 zahrnuje domy místní části Hliněná. |      |      |      |      |      |      |      |      |      |      |      |      |      |      |

## Pamětihodnosti

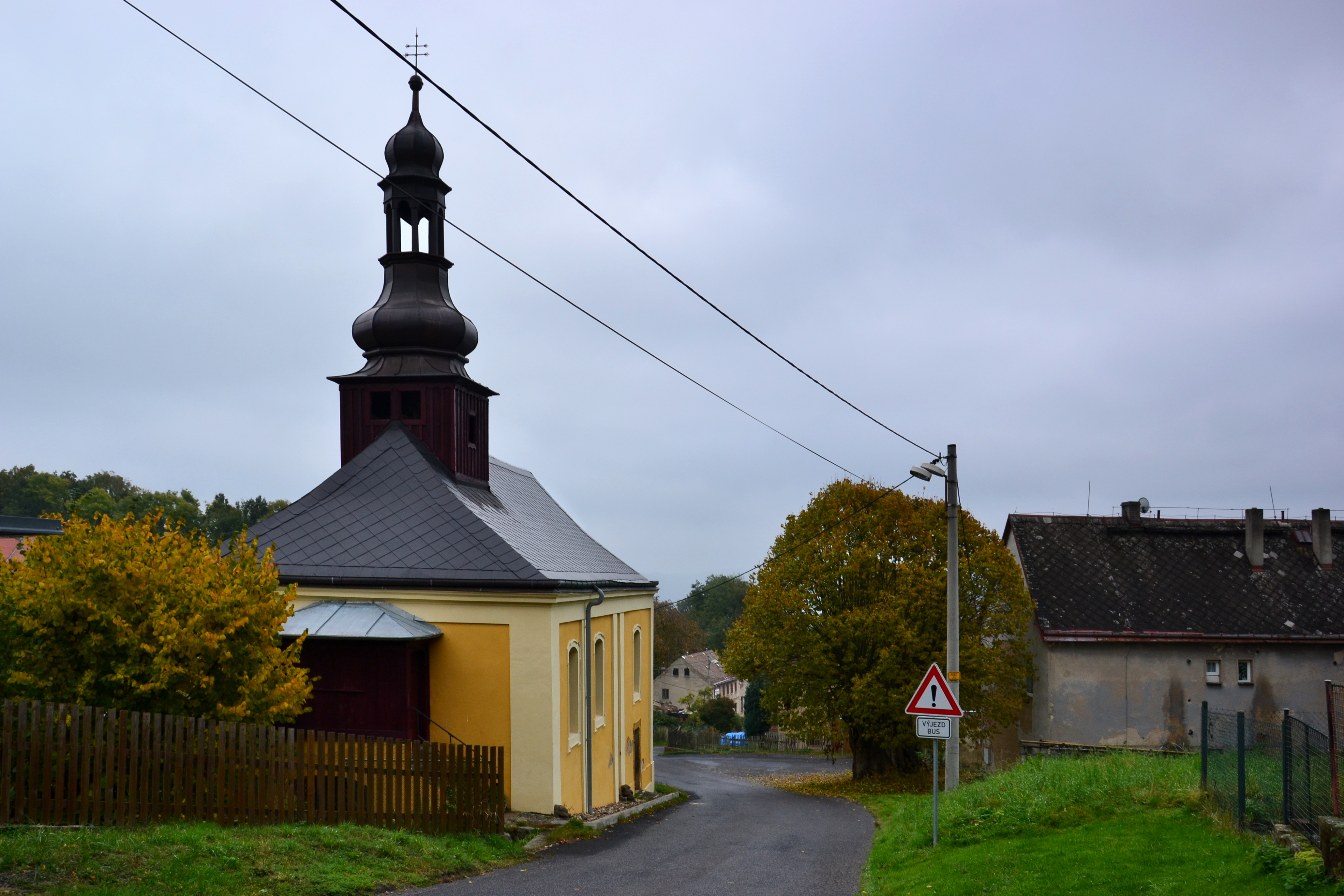
Kostel svatého Prokopa

Kříž na východním okraji vesnice

- Kostel svatého Prokopa
- Venkovská usedlost čp. 25
- Venkovská usedlost čp. 28